# Феррарис, Луиджи
Луиджи Феррарис (18 ноября 1887 года — 23 августа 1915 года) — итальянский футболист, инженер и военный.

## Биография
Родился во Флоренции, но его семья происходила из Салуццо, Пьемонт. В 1902 году начал играть за «Дженоа», проведя в нём всю свою карьеру. В 1904 году в составе «Дженоа» он стал победителем чемпионата Seconda Categoria, обыграв «Ювентус» со счетом 4:0.
В 1906—1911 годах учился в Миланском техническом университете. После окончании учёбы работал в компаниях Officine Elettriche Genovesi (OEG) и Pirelli.
Во время Первой мировой войны Феррарис пошел добровольцем в армию, дослужился до звания лейтенанта. Погиб в 1915 году. Был посмертно награждён медалью «За воинскую доблесть».
В честь него был назван стадион «Луиджи Феррарис» в Генуе.